# Malte Persson
Malte Persson (Göteborg, 1976. december 7. –) svéd író, irodalomkritikus, költő, és műfordító.
Első könyve Livet på den här planeten („Élet ezen a bolygón”) című regénye 2002-ben jelent meg. Az ezt követő két könyve verseskötet: Apolloprojektet („Az Apollo-projekt”, 2004) és Dikter („Versek”, 2007). 2008-ban jelent meg az Edelcrantz förbindelser című történelmi regénye, amely a 18-19. században játszódik, és Abraham Niclas Edelcrantz életéről szól. 2011-ben jelent meg az Underjorden „A földalatti”, a stockholmi metróról szóló szonettsorozat. Persson gyermekkönyveket is ír. Első gyermekkönyvéért, a Resan till världens farligaste land („Utazás a világ legveszélyesebb országába”, 2012, Bonnier Carlsen Könyvkiadó) 2013-ban Lennart Hellsing-díjjal tüntették ki.
Persson többek között Francis Ponge, Thomas Kling és Harry Mathews műveit is fordítja.
Az Errata (2004-2010) című blogjában a svédországi irodalmi életet kommentálta. Olvasói hozzászólásaival és „vitaposztjaival” az Errata a svéd blogszféra irodalmi vitáinak fórumaként is szolgált a kezdeti években.
Persson rendszeresen publikál a svéd Expressen napilap kulturális oldalán. 2010 és 2017 között a Fokus című hírmagazin rovatvezetője volt.

## Könyvei
- 2001 – Into thin air. Fotó: Annette Sletnes
- 2002 – Livet på den här planeten
- 2004 – Apolloprojektet
- 2007 – Dikter
- 2008 – Edelcrantz förbindelser
- 2011 – Underjorden
- 2012 – Resan till världens farligaste land
- 2013 – Att inte resa till Italien – om syd och nord hos Tegnér
- 2014 – Bobo i apskolan
- 2016 – Om Ofissim
- 2018 – Till dikten
- 2021 – Undergången
- 2021 – Nalle Havsöga
- 2022 – Räventyr
- 2024 – Skapelser
- 2024 – Knut och Klas på knytkalas

### Fordítások
- 2016 – Heinrich Heine: Andra tider, andra fåglar
- 2021 – Rainer Maria Rilke: Valda dikter

### Magyarul megjelent
- Edelcrantz összeköttetései (Edelcrantz förbindelser) – Polar Egyesület, 2023 · ISBN 9786155866265 · Fordította: Néző László

## Fordítás
- Ez a szócikk részben vagy egészben  a   Malte Persson című svéd Wikipédia-szócikk fordításán alapul.  Az eredeti cikk szerkesztőit annak laptörténete sorolja fel. Ez a jelzés csupán a megfogalmazás eredetét és a szerzői jogokat jelzi, nem szolgál a cikkben szereplő információk forrásmegjelöléseként.